# Avex Trax
Avex Trax (яп. エイベックス トラックス Эйбэккусу тораккусу) — лейбл звукозаписи, принадлежащий японской холдинговой компании Avex Group. Лейбл начал свою работу в 1990 году, и был первым лейблом компании.

## История
Через два года после того,  как Макс Мацуура занялся распространением зарубежной музыкальной продукции, он и два сооснователя компании по оптовой продаже компакт-дисков AVEX D.D. Inc., Том Ёда и Кэн Судзуки, решили открыть свой собственный лейбл звукозаписи. Так в 1990 году был создан Avex Trax.
Первым исполнителем, подписавшим контракт с лейблом, стала группа TRF. Группа добилась успеха.
Avex Trax, в основном, специализировался на танцевальной музыке, в особенности евробите, который тогда, в начале и середине 90-х годов, был в Японии очень популярен.
С 1997 года Avex Trax сам является дистрибьютором свой продукции, чем до этого занимался лейбл  Nippon Crown.
В 1998 году лейбл открыл миру Аюми Хамасаки, которую заметил и поощрил к написанию собственных песен Макс Мацуура.
Постепенно Avex Trax стал своего рода убежищем для исполнителей, у которых с их лейблами не сложились отношения, были разорваны или закончились контракты. Так, в Avex перешли Намиэ Амуро, Gackt, на нём выпускаются бывшие идолы Маки Гото из Morning Musume и Маи Осима из AKB48.
Также совместно с SM Entertainment и YG Entertainment представляют в Японии корейских артистов.
К сборникам серии CD-дисков Pure Trance лейбла Avex Trax выходила  манга,  позже выпущенная единым томом.

## Исполнители
- AAA
- Алан Дава Долма
- BoA
- D
- DiVA
- Gackt
- Hinoi Team
- sifow
- Shibusashirazu Orchestra
- Tokyo Girls’ Style
- U-KISS
- Wagakki Band
- Амуро, Намиэ
- Ву Бай
- Гото, Маки
- Оцука, Ай
- Симатани, Хитоми
- Сиката, Акико
- Фридман, Марти
- Хамасаки, Аюми
- BlackPink
- Happiness
- E-girls
- TVXQ
- Red Velvet
- Super Junior
- SHINee
- Winner
- Ikon
- BigBang
- Faky
- Super Girls
- May J
- NCT